# La Gallega
La Gallega è un comune spagnolo di 49 abitanti situato nella comunità autonoma di Castiglia e León.